# ريتش بيكر
ريتش بيكر (بالإنجليزية: Rich Becker)‏ هو لاعب كرة قاعدة أمريكي، ولد في 1 فبراير 1972 في أورورا في الولايات المتحدة.

## وصلات خارجية
- ريتش بيكر على موقعبيزبول رفرنس.كوم (الدوري الرئيسي) (الإنجليزية)
- ريتش بيكر على موقعبيزبول رفرنس.كوم (الدوري الثانوي) (الإنجليزية)
- ريتش بيكر على موقع مشجعي الرسوم البيانية (الإنجليزية)